# Hybanthus paraguariensis
Hybanthus paraguariensis là một loài thực vật có hoa trong họ Hoa tím. Loài này được (Chodat) Schulze-Menz mô tả khoa học đầu tiên năm 1934.